# Northeast Regional
De Northeast Regional is een snelle treindienst tussen Boston, New York, Springfield,
Philadelphia, Washington, Lynchburg, Newport News en Norfolk. Het traject tussen Boston en Washington is onderdeel van de Northeast Corridor.
De dienst begon onder de naam NortheastDirect in 1995 voor alle  treinen op de Northeast Corridor (behalve voor de Metroliner en de Clocker diensten). Om verwarring te voorkomen met de Acela Express werd de naam in 2003 veranderd in Regional en in 2008 opnieuw in Northeast Regional.
Sommige treinen rijden verder naar Virginia om Lynchburg, Newport News en Norfolk te bedienen. Omdat het traject vanaf Washington niet is geëlektrificeerd en niet in eigendom van Amtrak is, wordt er met diesel materieel en lagere snelheden gereden. Ook het traject van New Haven naar Springfield is niet geëlektrificeerd.
Vanaf oktober 2017 rijdt dienst één keer per dag door naar Roanoke.

## De trein
De trein bestaat uit meestal zeven tot tien rijtuigen en twee locomotieven aan beide uiteinden van de trein.
Als rijtuigen worden er omgebouwde Amfleet I-rijtuigen gebruikt. Sinds 2008 is er ook een barrijtuig in het midden van de trein aanwezig. Als er een tweede barrijtuig aanwezig is, wordt deze alleen gebruikt als een gewoon rijtuig.
Tussen Boston en Washington worden ACS-64 elektrische locomotieven gebruikt. Voor de treinen naar Virginia en Tussen New Haven en Springfield worden GE Genesis P42DC diesellocomotieven gebruikt.

## Het traject

### Boston - New Haven

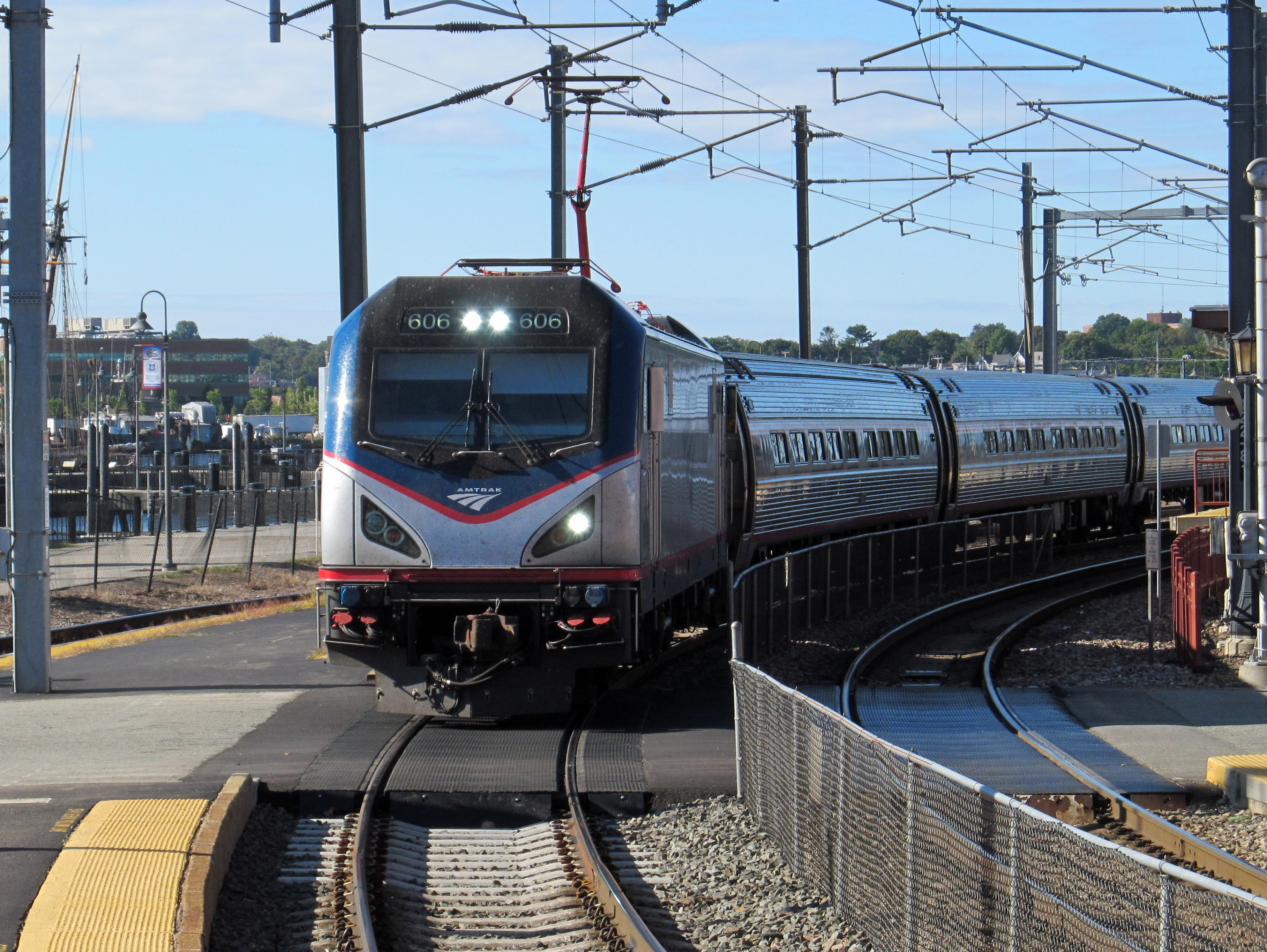
Een Northeast Regional trein komt aan in New London.

Met name het gedeelte tussen Boston, Massachusetts en New Haven, Connecticut is grondig opgeknapt. Dit trajectdeel is geëlektrificeerd; voor de komst van Acela was dat nog een dieseltraject. Ook zijn diverse bochten ruimer aangelegd.

### New Haven - New York
Tussen deze plaatsen is de railinfrastructuur niet in handen van Amtrak, maar van Metro-North Railroad, een maatschappij die zeer veel forensentreinen exploiteert tussen deze plaatsen.

### New York - Philadelphia - Washington
Dit is de drukste passagierslijn in de Verenigde Staten. De lijn heeft ook stations in Newark, Trenton en Baltimore, waar 200 km/h gereden wordt. Ook de Northeast Regional haalt hier deze snelheid.

### New Haven - Springfield
Dit gedeelte heet de New Haven–Springfield Line en is niet geëlektrificeerd. De lijn is 97,4 km lang, de Northeast Regional stopt op alle stations op de lijn. Op de lijn wordt ook nog door Amtrak de New Haven–Springfield Shuttle-dienst aangeboden.

### Washington - Lynchburg/Newport News/Norfolk
Het gedeelte tussen Washington en Newport News/en Norfolk is de infrastructuur niet in handen van Amtrak, maar van CSX, tussen Alexandria en Lynchburg is de infrastructuur in handen van Norfolk Southern. Op de trajecten in Virginia is de snelheid lager dan op de andere trajecten van de Northeast Regional.